# Tirso de Molina
Tirso de Molina, pseudònim de fra Gabriel Téllez (Madrid, 24 de març de 1579 - Almazán, 12 de març de 1648), va ser un dramaturg, poeta i narrador espanyol del Barroc.
Entre la seua activitat literària, destaca sobretot com a autor teatral. La seua dramatúrgia comprèn tots els gèneres, des del drama filosòfic i teològic de El condenado por desconfiado, fins a la comèdia d'embull, com Don Gil de las calzas verdes. Destaca d'entre la seua producció la creació del mite de Don Juan en El burlador de Sevilla, en la que un noble sevillà altera l'ordre social deshonrant totes les dones que se li ofereixen. Finalment és castigat per l'estàtua funerària d'una de les seues víctimes, el pare d'una de les dames burlades, arrossegant-lo als inferns sense que el senyor Juan se'n penedisca.

## Biografia
Els seus pares eren humils servents del Comte de Molina de Herrera. Blanca de los Ríos va sostenir que Gabriel va ser fill natural del Duc d'Osuna, però aqueixa tesi no té fonament i avui està completament desacreditada, ja que de ser certa Tirs haguera necessitat dispensa papal per a entrar en l'Orde de la Mercè. A més el Duc d'Osuna era llavors molt vell i es trobava acreditat en Nàpols. D'altra banda, la partida de naixement que al·lega Blanca de los Ríos és pràcticament il·legible i fa nàixer a Tirso el 1584. Luis Vázquez defensa que va nàixer l'any 1579. Cap dels seus enemics contemporanis, d'altra banda, li va atribuir aqueix origen.
Va ser deixeble de Lope de Vega, a qui va conèixer com a estudiant a Alcalá de Henares. El 4 de novembre de 1600 ingressa en l'Orde de la Mercè, prenent els hàbits el 21 de gener de 1601 al monestir de San Antolín de Guadalajara. Es va ordenar sacerdot l'any 1606 a Toledo: ací va estudiar Arts i Teologia i va començar a escriure; aquesta va ser la ciutat on va viure més temps, i des d'ella va fer viatges a Galícia (el 1610 o 1611), a Salamanca el 1619, a Lisboa, etc. L'any 1612 va vendre un lot de tres comèdies, i hom creu que ja havia escrit abans una primera versió de El vergonzoso en Palacio; de 1611 és La villana de La Sagra, de cap a 1613 El castigo del penseque i la trilogia de La santa Joana, i de 1615 Don Gil de las calzas verdes; aquest mateix any va estrenar en la festa del Corpus Christi toledà Los hermanos parecidos. Per aquesta època, si bé conreava temes religiosos, les seues sàtires i comèdies li havien causat problemes amb les autoritats religioses, el que va provocar que es retirara entre 1614 i 1615 al monestir d'Estercuel, a l'Aragó. Potser és per això que gairebé no figura en el Viaje del Parnaso de Cervantes. Entre 1616 i 1618 va residir a Santo Domingo, on va ser professor de teologia durant tres anys a la seua universitat i va intervenir en assumptes de la seua Orde. Aquesta estada li va permetre conèixer nombroses històries de la Conquesta que va usar més tard a les seues obres. Al seu retorn, l'any 1618, es va instal·lar a Madrid, on entre 1624 i 1633 van aparèixer les cinc Parts de les seues comèdies; aquestes "profanes comèdies" li van costar un gran escàndol i el desterrament a Sevilla. L'any 1622 va participar en el certamen poètic amb motiu de la canonització de sant Isidre; el 1625 la Junta de Reformació creada a instàncies del comte-duc d'Olivares el va castigar amb reclusió al monestir de Conca per haver escrit comèdies profanes "i de mals incentius i exemples", i va demanar el seu desterrament i excomunió major en cas de reincidència. Però Tirso de Molina va continuar escrivint i no es van prendre mesures majors contra ell en desinflar-se les mesures moralitzadores del comte-duc; és més, el 1626 va tornar a residir a Madrid i va ser nomenat comanador de Trujillo, per la qual cosa va viure a la ciutat extremenya fins al 1629, que va tornar a Toledo i possiblement a Madrid. Entre 1632 i 1639 va estar a Catalunya, on va ser nomenat definidor general i cronista de la seua Orde; en aquest últim càrrec compon la Història general de l'Orde de la Mercè, que comença el 1632 i acaba el 1639. En aquest últim any el pontífex Urbà VIII li va concedir el grau de mestre. Però els enfrontaments amb membres de la seua pròpia Orde el van portar al desterrament a Conca l'any 1640. Els seus últims anys els va passar a Sòria, com a comanador del convent de la Mercè, càrrec per al qual va ser nomenat l'any en 1645. Va morir a Almazán el 1648.
Tot i que El burlador de Sevilla y convidado de piedra ha tingut una enorme influència en la cultura mundial com a origen de l'arquetip de Don Joan, en el seu temps la versió més coneguda de l'obra va ser una refosa, Tan largo me lo fiais, realitzada pel dramaturg i actor Andrés de Claramonte, també autor de La estrella de Sevilla.

## Obra
Per més que només hagen arribat a la posteritat unes seixanta peces dramàtiques seues, va ser un dels dramaturgs més prolífics del Segle d'or espanyol. Segons el seu propi testimoni en el pròleg a la Tercera Part, sens dubte una mica exagerat, n'hauria escrit cap al 1634 unes tres-centes o quatre-centes. L'atribució d'algunes presenta, això no obstant, tots els ingredients del més intricat dels trencaclosques bibliogràfics. L'obra dramàtica de Tirs de Molina es caracteritza per l'enorme complicació dels seus arguments, que a vegades es fan molt difícils de seguir, com en el cas de Don Gil de las calzas verdes; posseeix, això no obstant, el secret de la intriga i sap com interessar a l'espectador. Els seus personatges posseeixen una profunditat psicològica major que en altres dramaturgs de l'època i els seus caràcters femenins destaquen sovint a les seues obres, com per exemple la reina Maria de Molina en La prudencia en la mujer. Altres vegades solen ser increïblement embolicadors i intrigants (el prototip d'aquests seria, per exemple, la Marta de Marta la piadosa), de manera que sempre saben eixir-se'n amb la seua i disposen de recursos per a sortir-se'n de les situacions més complicades, la qual cosa és testimoni de l'enginy del frare mercedari.
Va destacar sobretot en la comèdia: Marta la Piadosa, Por el sótano y el torno, Don Gil de las calzas verdes, La villana de Vallecas, i en la comèdia palatina: El castigo del penseque, El amor médico i sobretot El vergonzoso en Palacio. Va conrear també les obres religioses, tant autos sacramentales (El colmenero divino, Los hermanos parecidos, No le arriendo la ganancia) com els drames hagiogràfics (Santo y sastre, la trilogia La santa Joana); bíblics (La mejor espigadora, sobre la història de Ruth, La vida y muerte de Herodes o La venganza de Tamar) i teològics (El condenado por desconfiado); també hi ha incursions teològiques en drames morals com la seua obra mestra El burlador de Sevilla y convidado de piedra, sobre l'arquetip de Don Joan.
Va escriure a més dues miscel·lànies, Los cigarrales de Toledo (1621) i Deleitar aprovechando (1635), on tenen cabuda la novel·la cortesana, les peces dramàtiques i els poemes de distinta temàtica.
L'estil de les seues obres és obertament conceptista, amb jocs de paraules, i en les seues últimes obres una mica culterà, però sempre sobre fons conceptista.

## Obres

### Teatre
- El burlador de Sevilla y convidado de piedra
- El condenado por desconfiado
- Santa Juana
- No le arriendo la ganancia
- La mujer que manda en casa
- La mejor espigadora
- La vida y muerte de Herodes
- La venganza de Tamar
- La ninfa del cielo
- La dama del Olivar
- Todo es dar en una cosa
- Amazonas en las Indias
- La lealtad contra la envidia
- El cobarde más valiente
- La prudencia en la mujer
- El colmenero divino
- El laberinto de Creta
- El vergonzoso en palacio, el compositor del Renaixement, Alvaro de los Rios (1580-1623) va escriure junt amb altres compositors de l'època, alguns números musicals per aquesta obra.[2]
- Marta la piadosa
- Don Gil de las calzas verdes
- La gallega Mari-Hernández
- La villana de Vallecas
- Desde Toledo a Madrid
- Por el sótano y el torno
- El amor medico
- El castigo del penseque
- Los amantes de Teruel

### Prosa
- Los cigarrales de Toledo (1621)
- Historia de la Orden de la Merced
- Deleitar aprovechando (1635)